# Sváby Pál
Sváby Pál (Szentandrás, 1837. január 19. – Réte, 1899. január 5.) filológus és reáliskolai igazgató.

## Élete
A gimnáziumot Lőcsén, egyetemi tanulmányait Bécsben végezte. Tanári oklevelét Pesten szerezte. Tanított 1857-től az ungvári, besztercebányai és 1862. február 13-tól 1873. április 29-ig a pozsonyi gimnáziumban. 1873-ban Aradra nevezték ki az új állami gimnázium és reáliskola igazgatójának. Ezen állásában 1882-ig működött, midőn Trefort Ágoston miniszter a pécsi reáliskolához helyezte át igazgatói minőségben. Sváby azonban ezt az állást nem foglalta el, hanem augusztus 23-án önként visszatért régi helyére Pozsonyba. 1890. április 16-án nyugalomba vonult.
Cikke a pozsonyi kir. kath. gymnasium Értesítőjében (1868. Senatores pedarii.)

## Művei
- Fordítási gyakorlatok magyarból latinra I. könyv. A gymnasiumok V. és VI. osztálya számára. Schultz F. nyomán. 2. könyv. A VII. és VIII. oszt. számára. Pest, 1869., 1872. (Kolmár Józseffel együtt. I. könyv. II. jav. kiadás. 1872., 3. és 4. jav. kiadás. 1883. Uo.)